# Rusłan Israfiłow
Rusłan Iłharowycz Israfiłow (ukr. Руслан Ілгарович Ісрафілов; ur. 14 października 1984) – ukraiński zapaśnik walczący w stylu klasycznym. Zajął dwunaste miejsce na mistrzostwach świata w 2009. Dwudziesty na mistrzostwach Europy w 2012. Brązowy medalista wojskowych MŚ w 2005. Szósty w Pucharze Świata w 2017 roku.